# Maximiano de Aragão
Maximiano Pereira da Fonseca e Aragão (Fagilde, 29 de Maio de 1853 - 2 de Julho de 1929) foi um estudioso da cidade e do distrito de Viseu.

## Biografia
Nasceu na quinta de Fagilde, em Fornos de Maceira Dão, freguesia do concelho de Mangualde, filho António Agostinho da Fonseca e Aragão, cavaleiro da Ordem de Nossa Senhora da Conceição de Vila Viçosa (14 de Fevereiro de 1868), e de sua segunda mulher D. Albina Augusta Pereira de Figueiredo. António Agostinho da Fonseca e Aragão era já 

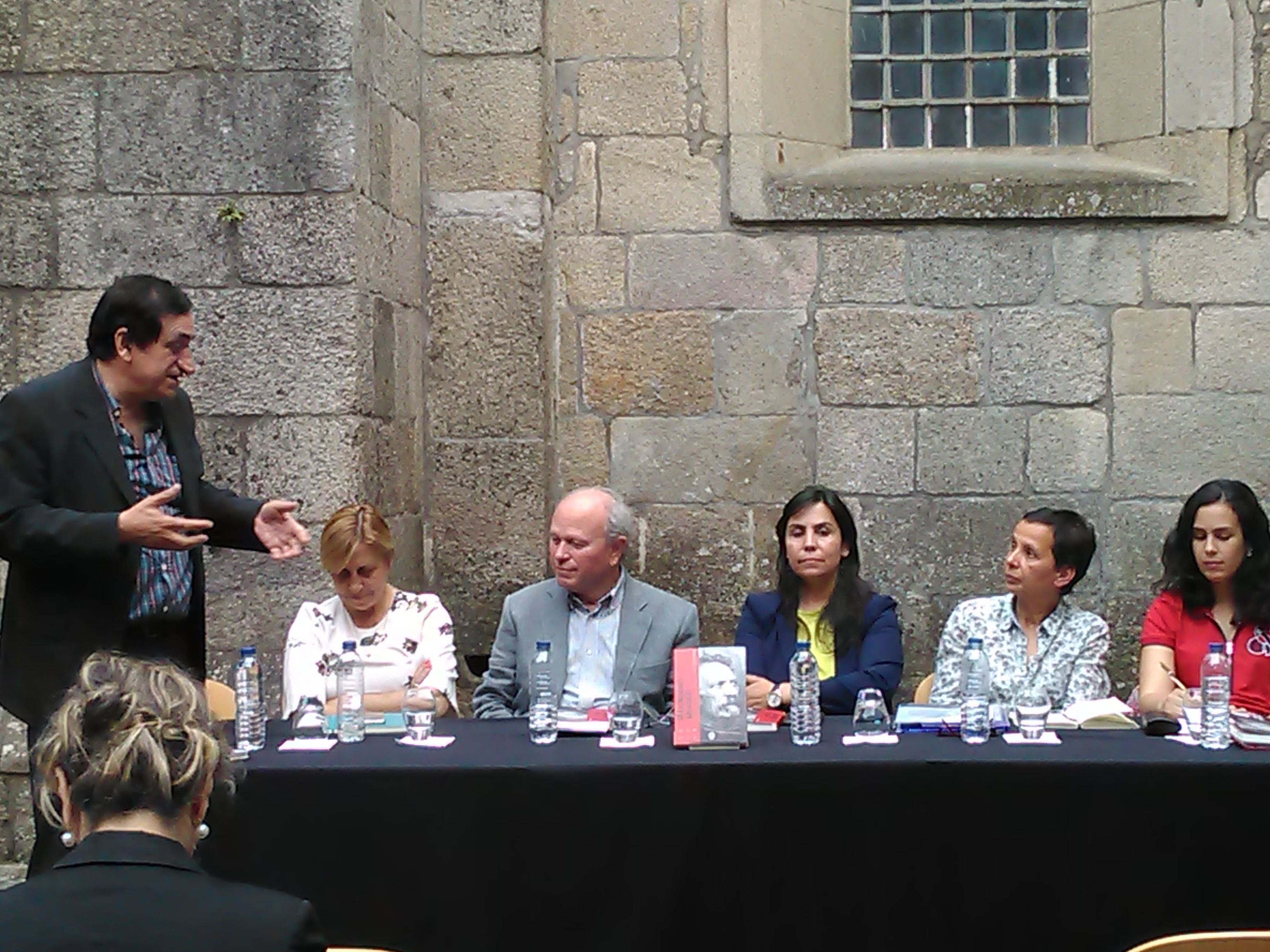
Apresentação do Livro "Maximiano Aragão, Advogado e Biógrafo de Grão Vasco" de José Manuel de Campos Pereira no museu nacional Grão Vasco.

viúvo, sem geração, D. Maria Tereza das Dores de Soveral Tavares, irmã do Dr. Luís António de Soveral Tavares, advogado e conhecido liberal da região.
Aos doze anos mudou-se para Viseu, onde faz a instrução primária e o curso trienal do Seminário, e, mais tarde, para Coimbra onde se licencia em Direito e tira o bacharelato em 
Teologia. Passou então a exercer a profissão de advogado. Foi ainda administrador de alguns concelhos, professor e reitor do Liceu de Viseu, várias vezes vereador da Câmara Municipal de Viseu, provedor da Santa Casa da Misericórdia, primeiro vice-presidente da Associação dos Bombeiros Voluntários de Viseu, presidente da Junta Liberal e um dos sócios fundadores e presidente do Instituto Etnológico da Beira. Em 1914 foi viver para Lisboa onde leccionou no Liceu Camões e trabalhou no Ministério da Instrução. Pertenceu ainda à Junta Geral do Distrito de Viseu e foi um dos fundadores do Asilo da Infância Desvalida. Era considerado um homem bom e um incansável investigador.

## Algumas das suas obras
- Vizeu (Apontamentos históricos), 2 vols., Viseu, 1894-1895;
- Grão Vasco ou Vasco Fernandes. Pintor Vizeense Príncipe dos Pintores Portugueses, Viseu, 1900;
- A Imprensa no Districto de Vizeu. Fragmento Histórico, 2.ª ed. Viseu, 1900;
- Viseu (Província da Beira). Subsídios para a sua história desde os fins do século XV, 2 vols., Porto, 1928
- Viseu. Letras e letrados viseenses, Lisboa, 1934;
- Viseu. Instituições Sociais, Lisboa, 1936.

## O investigador
- Grão Vasco

Maximiano de Aragão teve o mérito de iniciar a investigação sobre Grão Vasco, pintor viseense do século XVI e figura tutelar da cidade e da região, apresentando a primeira prova documental da sua existência. Encontrou um documento do início do século XVII em que se diz que a pintura de S. Pedro foi feita «por mao de Vasco Frz» (pela mão de Vasco Fernandes) e que os pintores dessa época «confessão que não se fará outra tamboa tamperfeita ebem acabada», ou seja, com Maximiano de Aragão a figura lendária de Grão Vasco torna-se figura histórica. 
Maximiano de Aragão apresenta provas da actividade artística de Vasco Fernandes (vulgo Grão Vasco) em Viseu a partir de 1512 até 1542, data provável do falecimento do pintor. Mais... revela a existência de outros pintores como António Vaz, Gaspar Vaz, Manuel Vaz e João Dinis. Grão Vasco é o nome do museu de Viseu, Museu Grão Vasco,onde é possível ver algumas das suas obras mais importantes.
- Viseu

Maximiano de Aragão dedicou 6 volumes a Viseu, os dois últimos editados postumamente por iniciativa do escritor Aquilino Ribeiro. Os objectivos desta obra são enunciados pelo autor: «procurar a matéria-prima em documentos ou autores antigos, tomar nota do que podia aproveitar no meu preconcebido plano de transmitir aos vindouros os mais importantes factos», sempre norteado pela «verdade dos acontecimentos e a sua rigorosa apreciação», uma vez que «a História não permite invenções, aliás deixaria de o ser, para se transformar em devaneios ou romance». É pois, graças a estes princípios e à vastidão da temática abordada nesta obra, que "Viseu" permanece imprescindível para os estudiosos da cidade e da região.
- Letras e letrados viseenses

Maximiano de Aragão faz a biografia de 124 personalidade. Na análise a esta obra efectuada por Artur V. da Cruz mostra-se que Maximiano de Aragão biografou: "3 ministros do reino, 1 consul, 25 bacharéis e licenciados em Direito e 3 escrivães, 19 médicos e um farmacêutico, 2 engenheiros, 6 músicos de renome, 12 oficiais do exército, 13 sacerdotes e 2 bispos, 3 pintores de renome, 10 deputados e dirigentes políticos, 9 autarcas, 5 professores do ensino primário, 9 professores do ensino secundário, 3 reitores (do liceu, seminário e escola normal primária), 6 benfeitores públicos e 3 bibliotecários", destacando-se " 17 prosadores (entre os quais Silva Gaio com o seu valioso Mário e Tomás Ribeiro), 19 poetas (entre os quais Tomás Ribeiro e Augusto Hilário), 13 especialistas de ciências diversas, 14 historiadores (entre os quais 2 colaboradores de Alexandre Herculano no seu deambular por terras de Viseu), 30 jornalistas e colaboradores da imprensa local, regional e local e ... 21 teatrólogos". Esta obra só foi possível graças a um trabalho incansável de consulta dos arquivos públicos, de documentos particulares e de compilação de outros trabalhos já publicados.